# Hovedstadens Ordblindeskole
Hovedstadens Ordblindeskole (HO) eksisterede fra 1948 til 2019. Skolen har ydet et væsentligt bidrag til ordblindesagen, ikke mindst i forhold til undervisning af voksne ordblinde i OBU-regi (ordblindeundervisning for voksne). I de senere år har skolen endvidere ydet støtte til studerende på videregående uddannelser med læse- og skrivevanskeligheder, da HO var blandt de første leverandører af specialpædagogisk studiestøtte. Hovedstadens Ordblindeskole lukkede i 2019, hvor skolen ved en licitation mistede sin opgave med at levere specialpædagogisk studiestøtte.